# Simon Mason (Autor)
Simon Mason (* 5. Februar 1962 in Sheffield, West Riding, Yorkshire, England) ist ein englischer Autor von Jugend- und Erwachsenenliteratur.

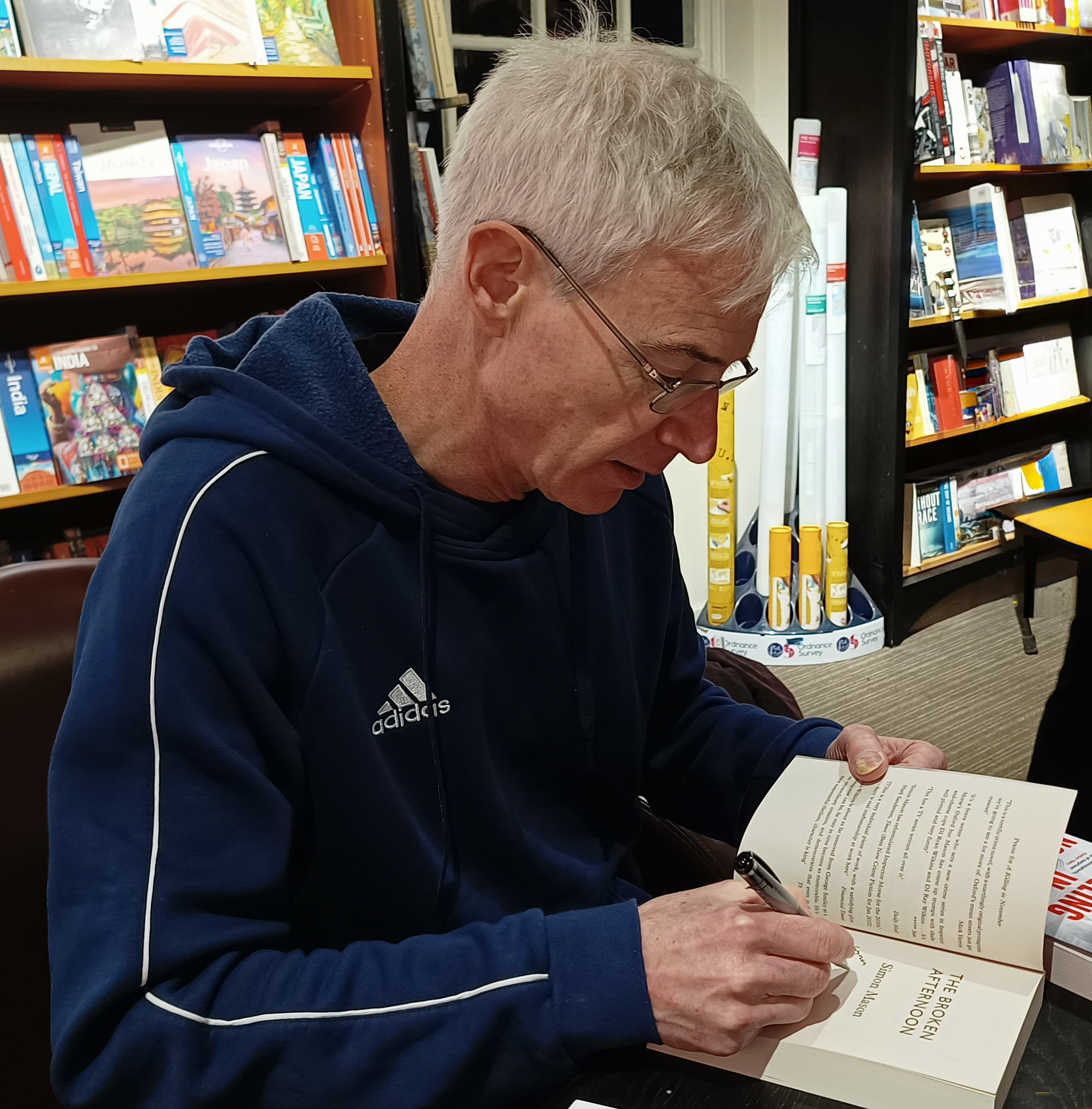
Simon Mason (2024)

## Leben
Mason studierte das Fach Englisch an der Lady Margaret Hall in Oxford in England. Zurzeit ist er neben seiner schriftstellerischen Tätigkeit teilweise als Herausgeber bei David Fickling Books, einer Tochter von Random House UK, tätig.
Seit 1990 wurden Masons Werke in England veröffentlicht, die zum Teil preisgekrönt wurden. Bekannt sind auch in Deutschland seine Jugendbücher über die Quigley-Familie.
Mason lebt mit Frau und zwei Kindern in Oxford.

## Preise und Auszeichnungen
- 1991: Betty Trask Award in der Kategorie erster Roman eines Autors unter 35 Jahren für The Great English Nude.[1]
- 2003: Shortlist für den Branford Boase Award für The Quigleys.
- 2009: Kinderbuch des Monats März 2009.
- 2011: Shortlist für den Guardian Children’s Fiction Award für Moon Pie.

## Veröffentlichungen
- The Great English Nude. Constable, London 1990, ISBN 0-09-469610-1; Titel in den USA: Portrait of the Artist with My Wife.
  - deutsch von Barbara Heller: Der Große Englische Akt. Roman. Diogenes, Zürich 1993, ISBN 3-257-01955-6.
- Death of a Fantasist. Constable 1994.
  - deutsch von Werner Richter: Der Phantast. Roman. Diogenes, Zürich 1997, ISBN 3-257-06136-6.
- Lives of the Dog-Stranglers. J. Cape, London 1998, ISBN 0-224-05047-8.
- The Quigleys. 2002.
  - deutsch von Gabriele Haefs: Die Quigleys, mit Illustrationen von Susann Opel-Götz. Carlsen, Hamburg 2009, ISBN 978-3-551-55560-1.
- The Quigleys Not for Sale. 2004.
  - deutsch von Gabriele Haefs: Die Quigleys obenauf. mit Illustrationen von Susann Opel-Götz. Carlsen, Hamburg 2011, ISBN 978-3-551-55567-0.
- The Quigleys At Large. 2004.
  - deutsch von Gabriele Haefs: Die Quigleys ganz groß. mit Illustrationen von Susann Opel-Götz. Carlsen, Hamburg 2010, ISBN 978-3-551-55561-8.
- The Quigleys in a Spin. Corgi, 2007, ISBN 978-0-440-86695-4.
  - deutsch von Gabriele Haefs: Die Quigleys gut gelaunt. mit Illustrationen von Susann Opel-Götz. Carlsen, Hamburg 2012, ISBN 978-3-551-55568-7.
- Moon Pie. David Fickling Books, 2012, ISBN 978-1-84992-036-0.
  - deutsch von Gerda Bean: Mondpicknick. Carlsen, Hamburg 2013, ISBN 978-3-551-58282-9.[2]

### Serie Garvie Smith
- Running Girl. David Fickling Books, 2014, ISBN 978-0-85756-058-2
  - deutsch von Karsten Singelmann: Zu schön, um tot zu sein. Fischer Sauerländer, Frankfurt am Main 2014, ISBN 978-3-7373-5096-9, Neuauflage Running Girl. Rowohlt, Reinbek 2019, ISBN 978-3-499-21830-9
- Kid Got Shot. David Fickling Books, 2016, ISBN 978-1-910989-15-9
  - deutsch von Alexandra Ernst: Kid Got Shot. Rowohlt, Reinbek 2019, ISBN 978-3-499-21829-3
- Hey, Sherlock!. David Fickling Books, 2019, ISBN 978-1-78845-065-2
  - deutsch von Karsten Singelmann: Hey, Sherlock!. Rowohlt, Reinbek 2020, ISBN 978-3-499-00131-4

### Serie DI Ryan Wilkins
- A Killing in November, 2022
  - deutsch von Sabine Roth: Ein Mord im November. Goldmann, München 2025, ISBN 978-3-442-49564-1